# Якушенко, Евгений Владимирович
Евгений Владимирович Якушенко (9 августа 1926 — 30 января 2013) — генерал-майор ВС СССР, начальник Ульяновского высшего военно-технического училища в 1978—1985 годах, кандидат военных наук.

## Биография
Родился в сибирском хуторе Боголюбовском. По другим сведениям — д. Михайловка, Щербакульский район, Омская область.
Окончил начальную школу, позже переехал в райцентр, где учился в средней школе. Был отличником, мечтал стать лётчиком или моряком дальнего плавания. После начала Великой Отечественной войны на фронт ушли отец и старший брат Иван, а юный Евгений вынужден был работать в колхозе. В октябре 1943 года направлен в полковую школу: учился в Камышловском и Гороховецком лагерях на командира пулемётного расчёта, по окончании полугодовой учёбы был направлен под Ростов.
Службу проходил в пулемётной роте 2-го стрелкового батальона 708-го стрелкового полка 43-й стрелковой дивизии, воевал на 3-м Прибалтийском фронте. Во время одного из сражений прикрывал правый фланг стрелкового полка, ведя огонь по солдатам противника и отбросив вражескую группу; за подвиг был награждён медалью «За отвагу». После взятия Риги отправлен на полугодовые фронтовые курсы младших лейтенантов в Остров (Псковская область), по окончании курсов направлен на 1-й Украинский фронт, сражался на территории Германии. Окончание войны встретил в Берлине 8 мая 1945 года как командир стрелкового взвода. Также участвовал в войне против Японии.
Послевоенную службу проходил как командир роты рабочего батальона в Гродно и Бресте, занимался разминированием и восстановлением жилых домов на территории БССР и Воронежской области. Окончил инженерный факультет Военной академии тыла и снабжения (единственный сталинский стипендиат а курсе) и экономический факультет Ташкентского университета, дослужился до звания генерал-майора; служил в Среднеазиатском и Прикарпатском военных округах на посту начальника службы горючего. Был начальником Ульяновского высшего военно-технического училища в 1978—1985 годах.
С 2002 года и до конца жизни занимал пост начальника музея Службы горючего. Также возглавлял Совет ветеранов и читал лекции студентам по истории начального периода Великой Отечественной войны и проблемам военнопленных (в том числе проводил семинары в Берлинском свободном университете).
Супруга — Маргарита Львовна, дочь командира стрелковой роты брестского 74-го полка (погиб в сентябре 1941 года), с которой познакомился в Гродно. Вырастили двоих детей: сын Лев — полковник, кандидат военных наук; дочь — медработник высокой квалификации. Воспитали четырёх внуков (в том числе один полковник) и правнука.

## Награды
- Медаль «За отвагу» (18 сентября 1944) — за то, что он в бою на подступах к реке Охнеиыги в районе из Китсе, Эстонской ССР 16 сентября 1944 года заменил выбывшего из строя наводчика пулемёта, двигаясь в боевых порядках стрелковой роты, огнём из своего пулемёта подавил огонь ручного пулемёта немцев, уничтожив при этом 2-х фашистов[7]
- Орден Почёта[8]
- Орден Красной Звезды[8]
- Орден «За службу Родине в Вооружённых Силах СССР» III степени[8]
- Медаль «В ознаменование 100-летия со дня рождения Владимира Ильича Ленина»[8][3]
- Медаль «За победу над Германией в Великой Отечественной войне 1941—1945 гг.»[8][3]
- Медаль «За победу над Японией»[3]
- юбилейные медали[3]
- Медаль Жукова[3]
- Медаль «Генерал армии Хрулёв»[3]
- Медаль «100 лет со дня рождения Георгия Димитрова»[9]